# سرو أريزوني
السرو الأريزوني أو سرو أريزونة نوع نباتي شجري نادر ينتمي إلى جنس السرو من الفصيلة السروية .

## الانتشار
موطنه جنوب غرب الولايات المتحدة.